# Isawa (Yamanashi)
Isawa (dt. Steinharmonie; jap. 石和町 Isawa-chō, deutsch ‚Stadt Isawa‘) war eine Gemeinde im Landkreis Ost-Yatsushiro (Higashi-Yatsushiro-gun) der japanischen Präfektur Yamanashi.

## Geographie
Isawa liegt in einer Höhe von 267 Metern. In der Nähe befindet sich der Fuji.

## Geschichte
Seit 12. Oktober 2004 bildet Isawa gemeinsam mit 5 weiteren Ortschaften die Stadt Fuefuki.

## Sehenswürdigkeiten
Isawa ist wegen ihrer heißen Quellen, die zur Badekur genutzt werden und durch die jährlich anlässlich des Frühsommerfestes stattfindenden historischen Spiele (Wiedergabe einer Schlacht aus dem 16. Jahrhundert) weithin bekannt.

## Städtepartnerschaft
Seit dem 26. Mai 1991 besteht eine Fahnenfreundschaft mit Bad Mergentheim in Deutschland.

## Söhne und Töchter der Stadt
- Fukazawa Shichirō (1914–1987), Schriftsteller
- Kayo Henmi (* 1979), Freestyle-Skierin